# Atlanta (Nebraska)
Atlanta je selo u američkoj saveznoj državi Nebraska. Prema popisu stanovništva iz 2010. u njemu je živjelo 131 stanovnika.